# Nunataks Young
Os Nunataks Young (66° 44′ S, 54° 08′ L) são um grupo de nunataks nas Montanhas Napier permanecendo a 2 milhas náuticas (3,7 km) ao sul do Monte Elkins. Foram mapeados por cartógrafos noruegueses através de fotos aéreas tiradas pela Expedição Lars Christensen, 1936-37. Foram remapeados através de fotos aéreas tiradas pela ANARE (Expedições de Pesquisa Antártica Australiana Nacional) em 1956 e recebeu o nome de W.F. Young, instalador elétrico da Estação Mawson em 1961.
 Este artigo incorpora material em domínio público  de United States Geological Survey   , documento "Nunataks Young" (conteúdo do Geographic Names Information System).